# Fusarium verticillioides
Fusarium verticillioides ist eine Schimmelpilzart, die der Gattung Fusarium angehört. Die Pilze verursachen unter anderem Ährenkrankheiten auf Getreide und produzieren dabei gesundheitsschädliche Mykotoxine. Die Teleomorphe ist Gibberella moniliformis.

## Bestimmung
F. verticillioides bildet auf Kartoffel-Dextrose-Agar (PDA) eine weißrosafarbene Kolonie mit einem meist für F. verticillioides charakteristischen grob netzartig wattigem Muster. Die Farbe der Pilzkolonie bewegt sich von Weiß über Rosa bis Lila, ist allerdings stark vom Nährmedium abhängig. Die Fusarienart ist nur mit dem Mikroskop sicher bestimmbar. F. verticillioides bildet im Myzel Ketten von aneinander gereihten Mikrokonidien, die bei weniger starken Vergrößerungen einem verwirrten Fadengeflecht ähneln. Die Mikrokonidienketten wachsen aus Monophialiden, die manchmal auch die arttypischen „falschen Köpfchen“ (false heads) bilden. 
F. verticillioides kann leicht mit Fusarium proliferatum verwechselt werden. Makroskopisch unterscheiden sich die beiden Pilze nur durch die etwas feinkörnigere Oberflächenstruktur des F. proliferatum. Mikroskopisch hebt sich F. verticillioides durch leicht größere Mikrokonidien, das Fehlen von Polyphialiden und längere Mikrokonidienketten von F. proliferatum ab. Trotzdem ist die Unterscheidung mikroskopisch nicht immer möglich, und genetische Untersuchungen (PCR) müssen beigezogen werden.